# Carlos Pérez (handball)
Pour les articles homonymes, voir Pérez et Carlos Pérez.
Carlos Reinaldo Pérez Enrique, né le 26 août 1971 à La Havane, est un ancien handballeur cubain puis hongrois évoluant au poste d'arrière gauche.

## Biographie
Né à La Havane à Cuba, Carlos Pérez pratique le basketball, il découvre à 16 ans le handball pour « rendre service à l'entraîneur de la section handball de mon club ». La progression est fulgurante : à 18 ans, il est en équipe de Cuba juniors, à 19 ans, il débute avec l'équipe nationale aux Jeux panaméricains. À l'époque, Cuba est une équipe qui compte dans le monde du handball extra-européen. Et Carlos Perez, du haut de son 1,98 m, se fait tout de suite remarquer. Daniel Costantini en témoigne: « Chaque fois qu'on jouait contre Cuba, il fallait le prendre en stricte. Impossible de le laisser jouer, sinon il nous faisait des misères. » En 1995, Carlos crève l'écran aux championnats du monde en Islande. Et les clubs européens sentent le bon coup. Le club hongrois du Veszprém KSE tente une première approche avec les autorités de La Havane. Si cette fois, le pouvoir cubain a mis son veto, deux ans plus tard, ils sont finalement dix joueurs cubains à partir jouer en Europe, notamment à l'US Ivry ou à Veszprém.
En novembre 1997, Carlos Pérez rejoint alors la Hongrie et le Veszprém KSE, club dans lequel il a effectue le reste de sa carrière, y jouant 16 saisons à plus de 40 ans. En février 2013, il a demandé à son club de le libérer de son contrat liant les deux parties jusqu’en juin 2013 afin de s’engager avec le club qatari d’Al Samal « compte tenu des intérêts de sa famille ».
En 1999, il obtient la nationalité hongroise et fait ses débuts dans l'équipe nationale de Hongrie en 2002 face à la Slovénie. Avec le maillot hongrois, il participe au Championnat du monde 2003 où il termine meilleur buteur avec 64 réalisations et est élu meilleur arrière gauche. L'année suivante, il atteint la 4e place aux Jeux olympiques 2004 d'Athènes.
Malgré ses bonnes performances, il doit attendre 7 ans pour de nouveau participer à une compétition majeure, à savoir le Championnat du monde 2011. Toutefois, à la demande de son club, il n'est autorisé à ne jouer que 3 matchs, si bien que le sélectionneur Lajos Mocsai le préserve pour les matchs les plus importants.
Il a été élu à quatre reprises meilleur handballeur de l'année en Hongrie, 3 années de suite en 2003, 2004 et 2005, puis en 2011. Il a également été nommé à trois reprises dans l'élection du meilleur handballeur mondial de l'année (1997, 1998 et 2004).

## Palmarès

### En club
Compétition internationales
- Ligue des champions : finaliste en 2002, demi-finaliste en 2003 et 2006
- Coupe des Coupes (1) : 2008
- Supercoupe d'Europe : finaliste en 2002 et 2008

Compétition nationales
- Championnat de Hongrie (13) : 1998, 1999, 2001, 2002, 2003, 2004, 2005, 2006, 2008, 2009, 2010, 2011, 2012
- Coupe de Hongrie (12) : 1998, 1999, 2000, 2002, 2003, 2004, 2005, 2007, 2009, 2010, 2011, 2012

### En équipe nationale de Cuba
- Médaille d'or au Championnat panaméricain en 1994, 1996 et 1998
- Médaille d'or aux Jeux panaméricains en 1991, 1995 et 1999
- 13e place au championnat du monde 1995 en  Islande
- 14e place au championnat du monde 1997 au  Japon
- 8e place au championnat du monde 1999 en  Égypte

### En équipe nationale de Hongrie
- 6e place au Championnat du monde 2003 au  Portugal
- 4e place aux Jeux olympiques 2004 d'Athènes,  Grèce
- 7e place au Championnat du monde 2011 en  Suède
- 4e place aux Jeux olympiques 2012 de Londres,  Royaume-Uni

### Récompenses individuelles
- Nommé dans l'élection du meilleur handballeur de l'année en 1997, 1998 et 2004
- Élu meilleur handballeur de l'année en Hongrie (4) : 2003, 2004, 2005, 2011[6]
- Meilleur buteur du Championnat du monde 2003 avec 64 buts
- Élu meilleur arrière gauche du Championnat du monde 2003
- Élu meilleur arrière gauche du Jeux olympiques 2004